# Prionus coriarius
Prionus coriarius é uma espécie de insetos coleópteros polífagos pertencente à família Cerambycidae.
A autoridade científica da espécie é Linnaeus, tendo sido descrita no ano de 1758.
Este escaravelho mede entre 18 e 45 milímetros e as fêmeas são maiores do que os machos. São de cor castanha escura ou pretos. As antenas dos machos são compostas por 12 segmentos.
As larvas desta espécie desenvolvem-se em madeira em decomposição.
O ciclo de vida destes escaravelhos demora, pelo menos, três anos.
Os adultos podem ser observados de Julho a Setembro, sendo a sua actividade principalmente crepuscular e nocturna.
Trata-se de uma espécie presente no território português.